# Transformeri (2007.)
Transformeri (eng. Transformers) je američki znanstveno-fantastični akcijski film iz 2007. godine temeljen na istoimenoj seriji igračaka. Redatelj filma koji kombinira kompjutersku animaciju s igranim scenama je Michael Bay dok je Steven Spielberg bio izvršni producent istoga. U filmu je glavnu ulogu ostvario Shia LaBeouf kao Sam Witwicky, tinejdžer koji postaje glavnim igračem u ratu između herojskih Autobota i zlih Decepticona, dviju vrsta izvanzemaljskih robota koji imaju moć transformirati se u svakodnevnu mašineriju. Decepticoni žele preuzeti kontrolu nad AllSparkom, objektom koji je kreirao njihovu robotsku rasu, kako bi ga iskoristili i stvorili vojsku oživljavajući druge mašine na Zemlji. U filmu također glume i Tyrese Gibson, Josh Duhamel, Anthony Anderson, Megan Fox, Rachael Taylor, John Turturro i Jon Voight, a Peter Cullen i Hugo Weaving posuđuju svoje glasove likovima Optimus Primeu odnosno Megatronu.
Film su producirali Don Murphy i Tom DeSanto. Njih dvojica počeli su razvijati projekt još 2003. godine, a DeSanto je napisao prvu verziju priče. Sljedeće godine u projekt je ušao Steven Spielberg koji je zaposlio Roberta Orcija i Alexa Kurtzmana da napišu scenarij. Oružane snage SAD-a i tvrtka General Motors (GM) posudila su svoja vozila i letjelice za snimanje čime se uštedio novac za produkciju te dodala realističnost u scenama bitaka. 
Tvrtka Hasbro organizirala je golemu promotivnu kampanju za film dogovarajući promocije sa stotinama različitih kompanija. Oglašavanje je uključivalo i viralnu marketinšku kampanju, koordinirana izdanja stripova, igračaka i knjiga kao i plasmane proizvoda u samom filmu s GM-om, Burger Kingom i eBayem. 
Unatoč podijeljenim kritikama upućenima redizajniranju likova te kritikama koje su se obrušile na scenarij koji veći fokus stavlja na ljudske likove umjesto na same robote, film Transformeri postigao je zavidan kino rezultat. To je četrdeset i peti najuspješniji box-office film svih vremena te peti najgledaniji film 2007. godine s ukupnom zaradom od otprilike 709 milijuna dolara na svjetskim kino blagajnama. Film je osvojio četiri nagrade Društva za vizualne efekte te bio nominiran u tri kategorije za prestižnu filmsku nagradu Oscar: najbolji zvuk, montaža zvuka i vizualni efekti. Njegov filmski nastavak, Transformeri: Osveta poraženih, u kino distribuciju krenuo je 24. lipnja 2009. godine. Unatoč izrazito negativnim kritikama i on je postao veliki komercijalni uspjeh sa zaradom većom od prethodnika. Treći nastavak, Transformeri: Tamna strana Mjeseca, krenuo je s kino distribucijom 29. lipnja 2011. godine u 3D formatu i na svjetskim kino blagajnama zaradio preko milijardu dolara unatoč podijeljenim i negativnim kritikama. Dana 13. veljače 2012. kompanija Paramount Pictures službeno je objavila da se priprema i četvrti nastavak serijala čiji će redatelj ponovno biti Bay. Kino distribucija filma planirana je za 27. lipnja 2014. godine.

## Vanjske poveznice
- Transformers u internetskoj bazi filmova IMDb-a
- Transformers na Rotten Tomatoes
- Transformers na Box Office Mojo
- Ben Procter's portfolio
- James Clyne's portfolio  Arhivirana inačica izvorne stranice od 1. lipnja 2008. (Wayback Machine)